# 比留間賢八
比留間 賢八（ひるま けんぱち、慶応3年3月15日（1867年4月19日） - 昭和11年（1936年）4月15日）は、日本のマンドリン・ギター奏者、音楽教育家。

## 生涯
江戸の麴町で幕臣の比留間安五郎の四男として生まれる。1883年、音楽取調掛伝習生となりチェロを専攻する。1887年、音楽取調掛を卒業後、アメリカのニューヨークに留学。1889年にはヨーロッパに渡り、1891年に帰国。このときにはじめて日本にハーモニカとツィターを持ち帰っている。1898年に再び渡欧し、ドイツとイタリアでマンドリン・クラシックギターと出会う。1901年にマンドリンとギターを持ち帰って帰国し、マンドリン・ギター教室を開いている。以後その普及に尽力し、日本のマンドリン音楽・クラシックギター音楽の源流となった。その門下には音楽家の齋藤秀雄、華族の徳川義親・武井守成・土方与志、作家の里見弴、詩人の萩原朔太郎、画家の藤田嗣治、陶芸家の富本憲吉、東京室内歌劇場創立メンバーの杉田村雄がいる。また娘の比留間きぬ子もマンドリン奏者として活躍した。

## 著書
- 『マンドリン教科書』（1903） 国立国会図書館デジタルコレクション
- 『マンドリン独習』（1910） 国立国会図書館デジタルコレクション

## 文献
- 飯島國男『比留間賢八の生涯 - 明治西洋音楽揺籃時代の隠れたる先駆者』全音楽譜出版社、1989年。ISBN 4118840200。 NCID BN04414317。